# Razłog (gmina)
Razłog (bułg. Община Разлог) – gmina w południowo-zachodniej Bułgarii, w obwodzie Błagojewgrad.

## Miejscowości
Miejscowości wchodzące w skład gminy Razłog:
- Baczewo (bułg.: Бачево),
- Banja (bułg.: Баня),
- Dobyrsko (bułg.: Добърско),
- Dołno Dragliszte (bułg.: Долно Драглище),
- Elesznica (bułg.: Елешница),
- Godlewo (bułg.: Годлево),
- Gorno Dragliszte (bułg.: Горно Драглище),
- Razłog (bułg.: Разлог) – siedziba gminy.